# Семья Вольфсон
Семья Вольфсон — британская еврейская семья, известная своей деловой, филантропической и политической деятельностью. Известной семью сделал сэр Исаак Вольфсон, построивший империю розничной торговли Great Universal Stores и создавший Фонд Вольфсона.
Семья имеет польско-еврейское и русско-еврейское происхождение, но её члены живут в Великобритании, США и Израиле. Первоначальный семейный бизнес GUS в конечном итоге был выделен в Home Retail Group, в которую вошли Argos и Homebase, а также кредитная компания Experian. Другие предприятия, возглавляемые или контролируемые членами семьи, включают ритейлеров Burberry и Next, а также фармацевтическую компанию Shaklee.

## История
Соломон Вольфсон иммигрировал из Белостока в Глазго, Шотландия в конце XIX века. Он был мебельщиком, лидером еврейской общины, позже получил назначение мировым судьёй. Его сын Исаак Вольфсон построил семейный розничный бизнес и основал Фонд Вольфсонов и Благотворительный фонд семьи Вольфсонов.
К началу Второй мировой войны семья обосновалась в Лондоне, а один из филиалов (Сэмюэля Вольфсона) переехал в Израиль. Во время Блица дочь Соломона Эдит спасла многих детей семьи (третье поколение), увезя их в Соединенные Штаты на время войны. После Второй мировой войны некоторые члены семьи переехали на постоянное жительство в Нью-Йорк. Сегодня члены семьи живут в Лондоне, Нью-Йорке и Израиле .

## Филантропия
Вольфсоны, как потомки ортодоксальных евреев, следовали религиозному и благотворительному примеру своего патриарха Соломона. Цитируется Исаак Вольфсон: «Ни один человек не должен иметь больше 100 000 фунтов стерлингов. Остальное должно пойти на благотворительность». Фонд Вольфсонов был основан в 1955 году для поддержания и продвижения передового опыта в области образования, науки и медицины, искусства и гуманитарных наук, а также здравоохранения и инвалидности. Фонд выделил более 900 миллионов фунтов стерлингов (1,9 миллиардов фунтов стерлингов в реальном выражении) в виде грантов более чем 11 000 проектам по всей Великобритании, включая учредительные пожертвования Колледжа Вольфсона в Оксфорде и Колледжа Вольфсона в Кембридже. Фонд также управляет Премией истории Вольфсона. Премия Вольфсона по экономике спонсируется Саймоном Вольфсоном индивидуально.
Семья Вольфсонов была среди первых и наиболее значительных сторонников Израиля, а также основных сторонников еврейской жизни в Великобритании и Нью-Йорке. В Израиле Благотворительный фонд был основным спонсором Института Вейцмана, проектов Кирьят-Вольфсона, Гейхала Шломо и Большой синагоги в Иерусалиме, Медицинского центра Вольфсона в Тель-Авиве, а также многих других проектов. Члены семьи были также основателями Университета Бар-Илан и Музея Израиля, а также синагоги на площади Линкольн и синагоги на Пятой авеню в Нью-Йорке.

## Титулы и почести
В 1962 году был создан титул баронета Вольфсона, став одним из последних титулов баронета и одним из последних некоролевских наследственных титулов Соединенного Королевства . Кроме того, трое членов семьи были признаны пожизненными пэрами лорда Вольфсона, а многие члены семьи и их супруги были удостоены наград за свою благотворительную деятельность.